# Sonja Branting-Westerståhl
Sonja Branting-Westerståhl, född 15 september 1890 i Adolf Fredriks församling i Stockholm, död 18 juli 1981 i Gustav Vasa församling i Stockholm, var en svensk jurist och politiker. Hon var aktiv socialdemokrat och styrelseledamot i Sveriges socialdemokratiska kvinnoförbund 1936–1952. År 1948 blev hon ledamot av riksdagens andra kammare.
Branting-Westerståhl tog studenten 1909 vid Palmgrenska samskolan i Stockholm och blev jur. kand 1916. Hon hade från 1926 en advokatbyrå i Stockholm. Under 1930- och 1940-talen engagerade hon sig mot fascism och nazism.
Sonja Branting var dotter till Hjalmar Branting och Anna, född Jäderin. Hon gifte sig 1914 med advokaten Olof Westerståhl och de fick sonen Jörgen Westerståhl.